# Potrzebna
Potrzebna (prononciation : [pɔˈtʂɛbna]) est un village polonais de la gmina de Gąbin dans le powiat de Płock de la voïvodie de Mazovie dans le centre-est de la Pologne.
Il se situe à environ 6 kilomètres au nord de Gąbin (siège de la gmina), 12 kilomètres au sud de Płock (siège du powiat) et à 89 kilomètres à l'ouest de Varsovie (capitale de la Pologne).
Le village compte approximativement une population de 135 habitants en 2006.

## Histoire
De 1975 à 1998, le village appartenait administrativement à la voïvodie de Płock.